# آرامگاه پیر مردخدا
مقبره پیر مردخدا مربوط به سدهٔ ۸ و ۹ ه.ق است و در شهرستان بردسیر، روستای هجین واقع شده و این اثر در تاریخ ۱۲ بهمن ۱۳۸۱ با شمارهٔ ثبت ۷۲۸۰ به‌عنوان یکی از آثار ملی ایران به ثبت رسیده است.